# Land- und Stadtgericht Lobsens
Das Land- und Stadtgericht Lobsens war von 1834 bis 1849 ein preußisches Land- und Stadtgericht mit Sitz in Lobsens.

## Geschichte
Nach dem Ende der Franzosenzeit wurde die der französische Gerichtsorganisation entsprechende Gerichtsorganisation im Herzogtum Warschau 1815 zunächst von Preußen übernommen. Das Friedensgericht Lobsens wurde fortgeführt und dem Landgericht Schneidemühl zugeordnet. 1834 wurde die Gerichtsorganisation geändert und einheitlich Land- und Stadtgerichte gebildet. In dem Sprengel des neu geschaffenen Oberlandesgerichtes Bromberg bestanden 9 dieser Gerichte, darunter das Land- und Stadtgericht Lobsens.
Das Land- und Stadtgericht Lobsens war für den Kreis Wirsitz zuständig. Dazu gehörten die Städte Lobsens mit 2530 Einwohnern (1838), Miasteczko mit 575 Einwohnern, Mrotschen mit 922 Einwohnern, Nakel mit 2319 Einwohnern, Wirsitz mit 817 Einwohnern und Wissek mit 755 Einwohnern sowie 165 Dorfschaften mit 29.907 Einwohnern. Zusammen gab es damit 37.825 Gerichtseingesessene. Gerichtstage wurden in Nakel gehalten.
Am Gericht waren ein Direktor, fünf Richter, zehn Subalterne und fünf Unterbeamte beschäftigt. Es war damit ein Land- und Stadtgericht 1. Klasse. Diese wirkten bei wesentlichen Fällen als Kollegialorgan.
1849 wurden die Land- und Stadtgerichte aufgelöst und durch Kreisgerichte ersetzt. Damit entstand das Kreisgericht Lobsens im Sprengel des Appellationsgerichts Bromberg.